# Baticola

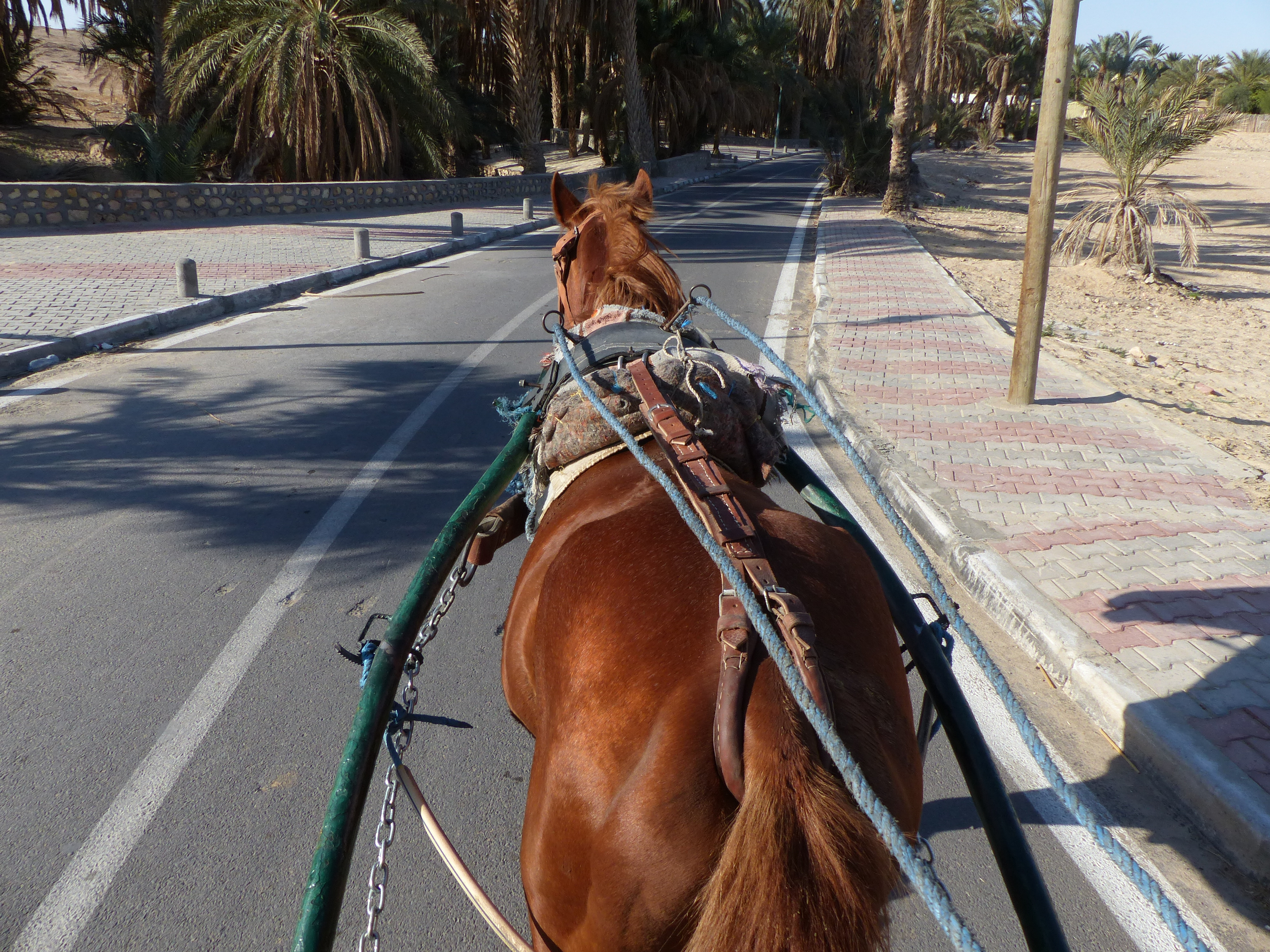
Imagen de una batícola

Se llama baticola o grupera a la correa con que se afianza la parte posterior de la silla a la cola del caballo, asegurándola en la grapa de hierro clavada en el fuste trasero de la misma. La baticola es de vaqueta negra, y consta de tres partes: 
- la tigera es la parte en que se reúnen las dos puntas de la morcilla y tiene una longitud de 40 centímetros
- la latiguera es la correa ancha en que remata la grupera, su longitud es de 50 centímetros
- baticol o morcilla es la piel rellena de pelote y tiene una longitud de 30 centímetros

Al remate de la tigera se encuentra una hebilla correspondiente a su ancho. 

## Uso
La baticola debe quedar fijada en su medida justa porque de ir muy floja la silla se correrá hacia adelante y de ir muy apretada se roza el animal debajo de la cola y se queda la silla fuera de su verdadero sitio, lo que produciría saltos, coces generando estrés al jinete. Destinada la baticola a preservar la cruz en los descensos y en ciertos movimientos, no deberá estar en tirantez continua porque entonces ejercería la silla una tracción muy fuerte sobre la cola y expondría esta parte a heridas que, aunque menos graves que las de la cruz, pueden inutilizar al caballo por algún tiempo. Este suceso se evita mucho ensanchando la porción que queda debajo de la cola.